# Trendsetter (Fler)

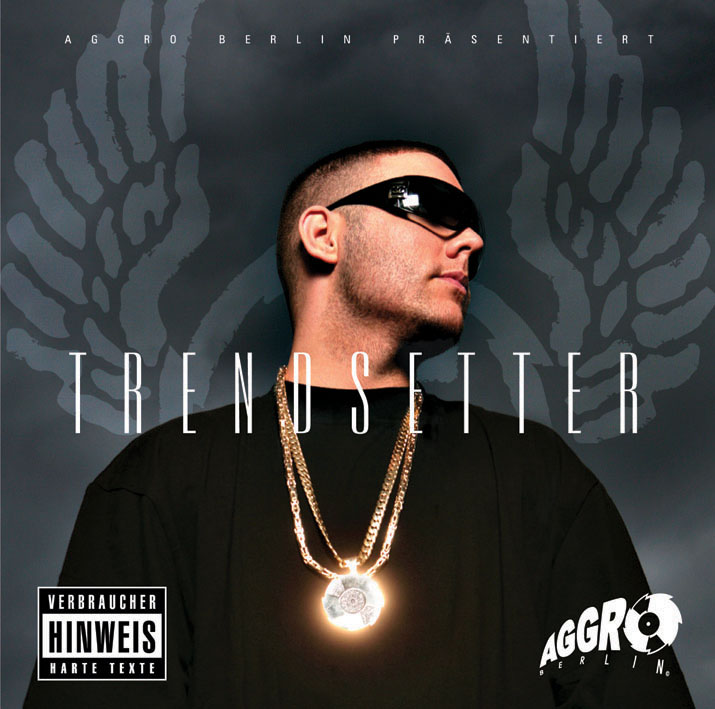

Trendsetter è il secondo album da solista del rapper tedesco Fler. È stato pubblicato il 23 giugno 2006, sulla etichetta Aggro Berlin.

## Tracce
1. Intro – 0:57
2. Papa ist zurück – 3:10
3. Der Guteste (feat. G-Hot) – 3:54
4. Ich bleib' wie ich bin – 4:28
5. Die Schule brennt – 3:36
6. A.G.G.R.O. Gee – 3:22
7. Ich scheine – 3:22
8. Vatermorgana – 3:57
9. Am Abzug (feat. Deso Dogg) – 4:30
10. Breakdance (feat. G-Hot) – 4:31
11. Nick bis dein Genick bricht (feat. Tony D) – 3:52
12. Meine Homies – 3:49
13. Skit – 0:36
14. Backstage Pass (feat. B-Tight & Alpa Gun) – 3:47
15. Zeit ist Geld (feat. Bass Sultan Hengzt) – 3:53
16. Reich so reich – 3:59
17. Çüs Junge (feat. Muhabbet) – 3:14
18. Böser Engel – 4:08
19. Verrückt wie krass (feat. Sido) – 4:08
20. Meine Gang – 3:01
21. Der Chef – 3:29
22. Wir bleiben stehen (feat. Shizoe) – 4:22